# Gimel-les-Cascades
 Gimel-les-Cascades  là một xã thuộc tỉnh Corrèze trong vùng Nouvelle-Aquitaine miền trung Pháp.